# Jonas Meiser
Jonas Meiser (* 3. Januar 1999 in Böblingen) ist ein deutscher Fußballspieler.

## Karriere
In seiner Jugend spielte Meiser für den TSV Dagersheim und wechselte im Jahr 2010 zu den Stuttgarter Kickers, schloss sich ein Jahr später dem VfB Stuttgart an und kehrte 2014 zurück zu den Kickers.
Noch als A-Jugendspieler rückte Meiser in den Kader der ersten Mannschaft auf und erzielte in seinem ersten Spiel im Seniorenbereich am 25. November 2017 gegen den FC-Astoria Walldorf ein Tor. Nachdem die Kickers am Ende dieser Saison in die Fußball-Oberliga Baden-Württemberg abstiegen, wechselte der Mittelfeldspieler zum Drittligisten SG Sonnenhof Großaspach. Auch bedingt durch einen Außenbandriss und anschließender Knie-Operation, durch den Meiser von März 2019 bis Mai 2020 ausfiel, kam er in zwei Drittligaspielzeiten lediglich auf 17 Einsätze. Im Januar 2022 wechselte er innerhalb der Regionalliga Südwest zur TSG Balingen.